# Col de Kirkstone
Le col de Kirkstone est un col de montagne situé dans le Lake District anglais, dans le comté de Cumbria. Il se trouve à une altitude de 455 m.
Il s'agit du col le plus élevé du District traversé par une route ; l'A592 (en) entre Ambleside dans la vallée de Rothay (en) et Patterdale dans la vallée d'Ullswater. La pente de la route avoisinne 25 %. La vue pittoresque qui descend vers Patterdale a Brothers Water (en) comme point focal.

## Toponymie
Le nom du col provient d'une pierre proéminente, le Kirkstone, qui se dresse à quelques mètres de l'A592 du côté de Patterdale par rapport à l'auberge. Son ombre ressemble à un clocher ;  « kirk » signifie église en vieux norrois et était une variante du vieil anglais apparenté.
Dans les appellations locales, la montée depuis Ambleside est connue sous le nom de The Struggle (« la Lutte »).

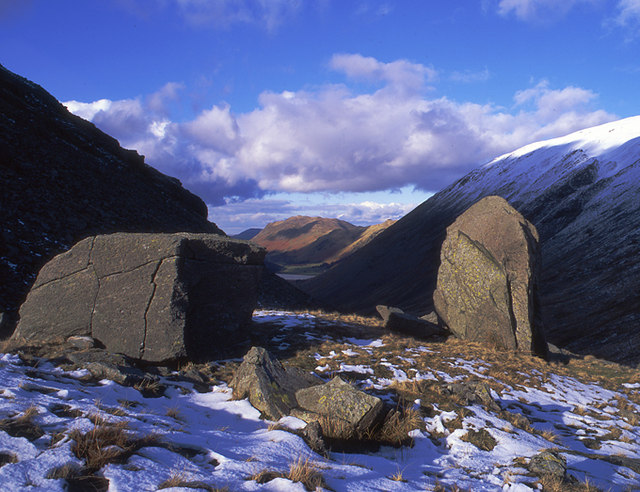
Le Kirk Stone en forme d'église se trouve à droite, et à proximité se dresse une pierre presque cubique.
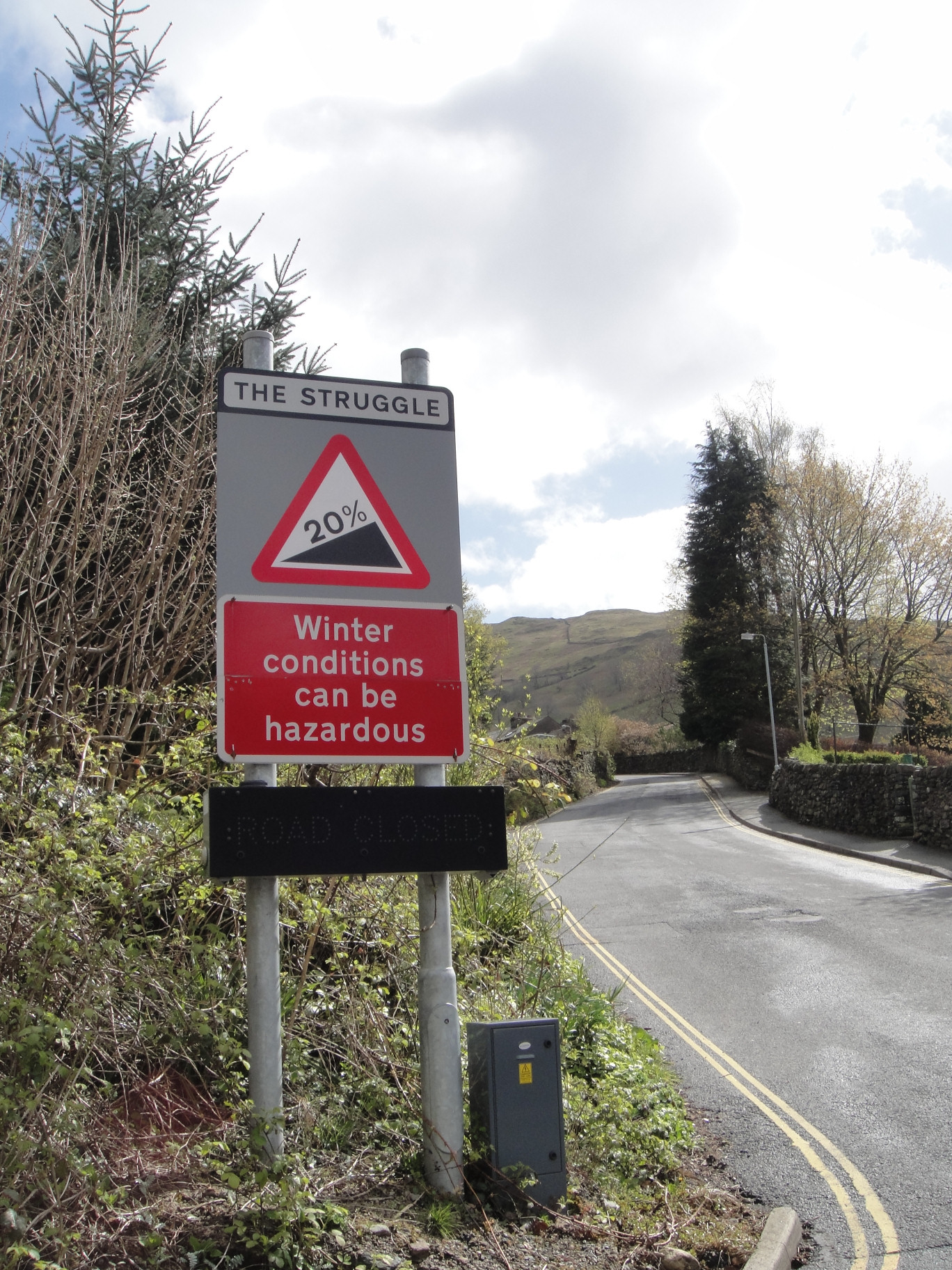
Le pied de The Struggle à Ambleside.

## Auberge

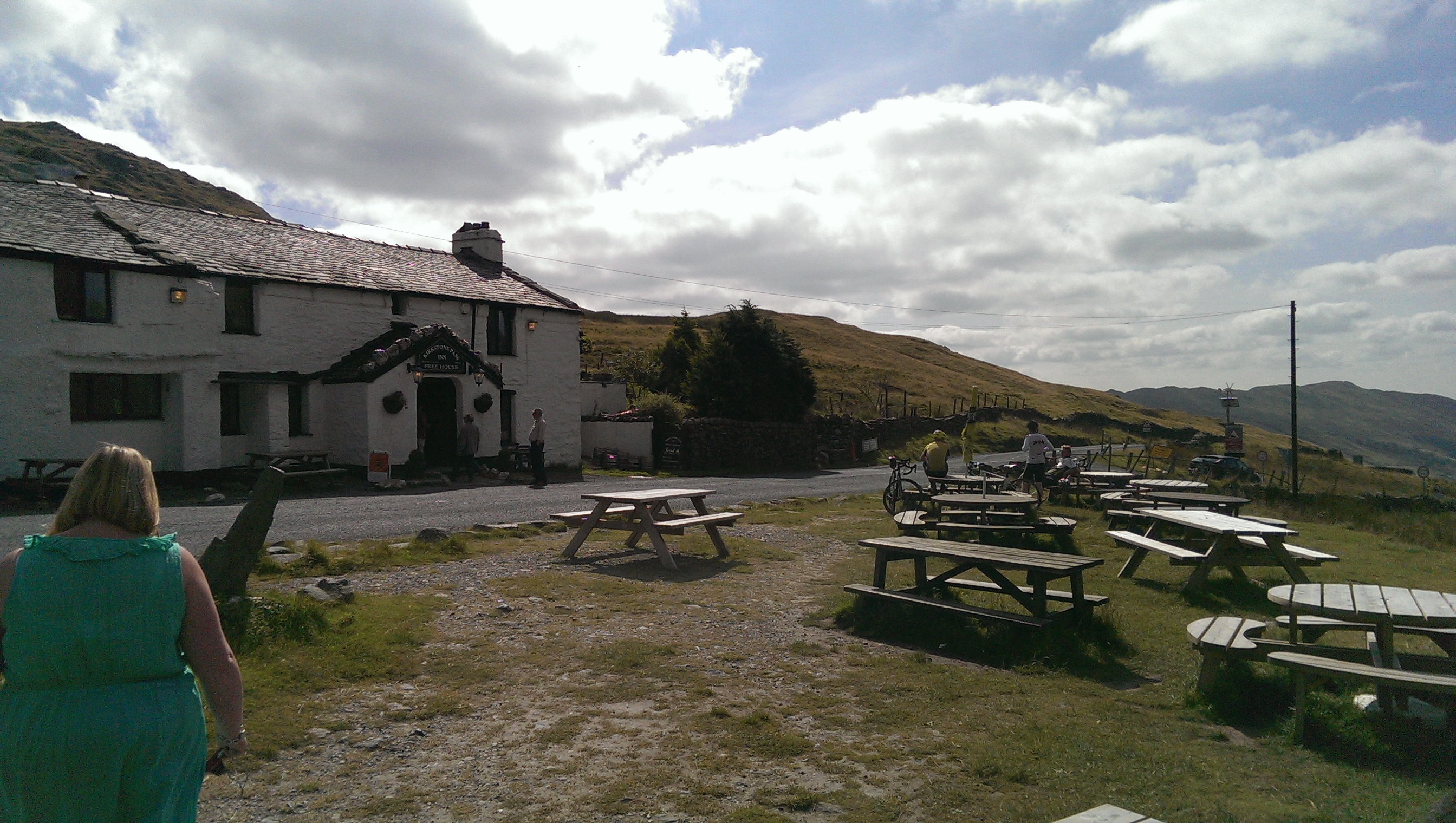
L'auberge Kirkstone Pass Inn.

Le Kirkstone Pass Inn est installé près du col. Autrefois relais de diligence vital, il accueille désormais principalement des touristes. C'est le troisième pub le plus haut d'Angleterre.

## Extraction d'ardoise
L'extraction de minerais de plomb et de cuivre ainsi que l'extraction d'ardoise s'étendent sur plusieurs siècles.
La carrière de Petts, exploitée par la Kirkstone Green Slate Company, se trouve juste du côté d'Ambleside par rapport au sommet. À proximité se trouve la mine de plomb de Hartsop Hall.
La mine d'ardoise de Caudale est située quelques kilomètres en contrebas, du côté d'Ullswater, et fut exploitée pour la dernière fois au début du XXe siècle ; toutes ses galeries sont maintenant bouchées.